# UDFj-39546284
UDFj-39546284は、ろ座の方向にある極めて遠方に存在する天体である。最も遠い天体である可能性がある。

## 概要
UDFj-39546284は、知られている中で地球から2番目に遠い場所にある天体である。宇宙の遠くの天体を見るということは、より古い過去の姿を見ることである。赤方偏移zの値が約10.3 ± 0.8と、初めて観測された10以上の値を示す天体である。地球からの距離は316億7,400万光年であり、133億6,900万年前の天体である。これは宇宙の年齢の3.3%、宇宙誕生から約4億5,100万年経った頃の天体である。これは、かつて最も遠かったUDFy-38135539の300億3,200万光年 (z=8.55) より16億4,200万光年遠く、2億年以上古い時代の天体である。しかし、2012年になって、319億3,900万光年離れた距離にあるMACS0647-JDが発見され、史上最も遠い天体の座を明け渡した。しかし、MACS0647-JDの発表からほぼ1ヵ月後になって、ハッブル・エクストリーム・ディープ・フィールドの観測結果からUDFj-39546284の赤方偏移の値が11.9である可能性が示され、再び最も遠い天体に返り咲く可能性が出た。仮に正しければ、見かけの距離は134億5,100万光年、実際の距離は326億6,000万光年となる。
UDFj-39546284は、先述の通り今まで赤方偏移の値は約10.3となっていたが、2012年12月になって約11.9である可能性が示された。10.3という値は、ハッブル宇宙望遠鏡の1,600ナノメートルのフィルターを通してUDFj-39546284を撮影して得られた値であるが、11.9という値は、新たに1400ナノメートルのフィルターを通して撮影した結果、撮影できる範囲の明るさにUDFj-39546284が写っていなかったことによるものである。極端な性質を持つ赤方偏移2～3という極めて近い距離にある輝線銀河である可能性も残っているが、仮にそれであった場合は未知のタイプの銀河になるため、正確な値はともかく、恐らく極端に遠い場所にある銀河であることは間違いない。ただし値の確かさとしてはMACS0647-JDの方が上であり、どちらが本当に遠い天体であるかは2021年に打ち上げ予定のジェイムズ・ウェッブ宇宙望遠鏡による観測を待つことになる。2022年にジェイムズ・ウェッブ宇宙望遠鏡のNIRSpecからz = 11.58と確認された。

## 物理的性質

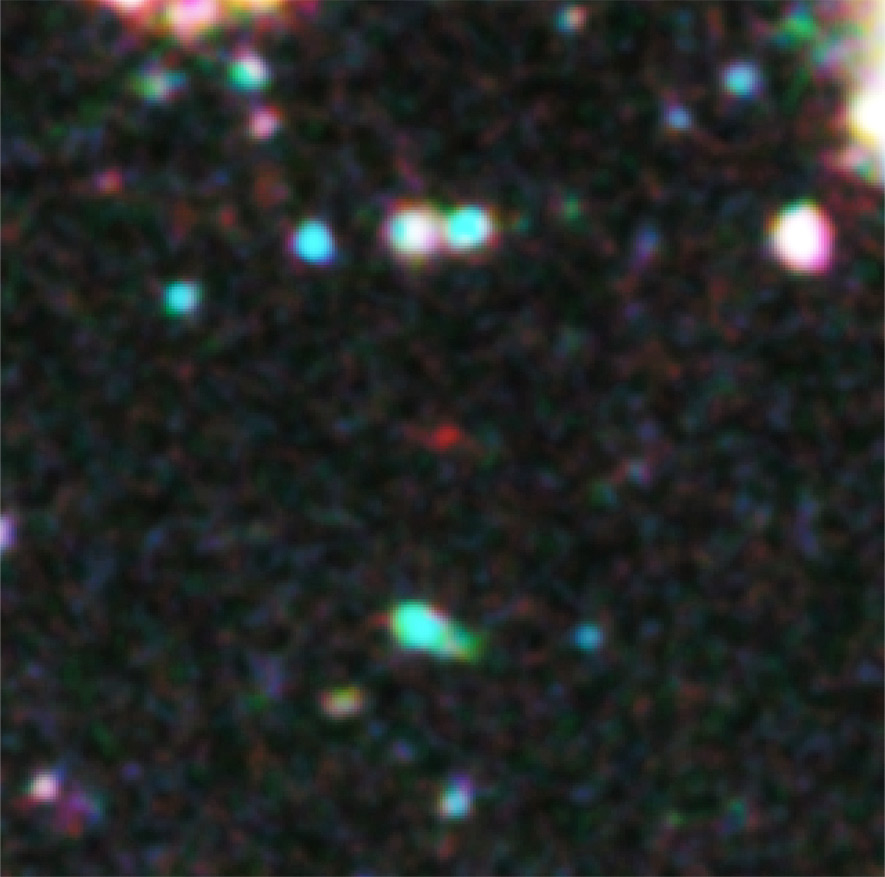
UDFj-39546284の赤外線画像(中央赤)

UDFj-39546284の直径は約1,000光年と、銀河系の100分の1の大きさである。これは、わずか150万年前～250万光年違う距離で観測された銀河のわずか20分の1の大きさである。質量は銀河系の1万分の1であると推定されている。恐らく、現在の我々の銀河を含む銀河の最も初期の形態であると考えられているが、ライマンα線による分光観測が行われていないため、銀河であるかは確定していない。ライマンα線によって銀河であることが確定しているのは、290億5,000万光年先にあるz8_GND_5296である。非常に複雑な形をしているが、これは、宇宙がまだ小さかった時代に、他の銀河との複雑な重力相互作用によって形が変形しているためと言われている。通常の銀河で一般的にイメージされるような、渦巻き構造を持つには小さすぎると考えられている。UDFj-39546284の色は、赤方偏移によって非常に暗い赤色をしているが、実際には青色である。

宇宙誕生から間もない銀河の星形成は速いと考えられているが、UDFj-39546284の時代から1億7,000万年後の銀河と比較すると、銀河内部で星が作られる速さが10倍も加速している事が分かった。

## 距離
UDFj-39546284の地球からの見かけの距離は 133億6,900万光年であるが、実際には宇宙が膨張しているために、実際の距離は316億7,400万光年である。また、UDFj-39546284 の後退速度は、地球から見れば 29万5,133 km/sと光速の98.5%もの速度で遠ざかっている。しかし、実際には空間の膨張も加算されるため、実際の後退速度は65万2,330 km/sとなる。現在の値は統計的な問題でブレが残っており、今後の追加観測が待たれている。赤方偏移が z = 10 を超える領域から遠方に存在する天体は UDFj-39546284 や GN-z11（z = 11.09）、MACS0647-JD（z = 10.7）など僅かしか知られておらず、これほど遠方にある天体の詳細な特性などについては未だに謎に包まれている。

## 波長
UDFj-39546284 は赤外線でのみ観測可能であるが、赤外線は赤方偏移により波長が引き伸ばされた結果であり、天体が放出した際の波長は、実際には紫外線である。UDFj-39546284 が小さく見えるのは、自身の紫外線の放射により、周りの水素が電離して光子がまっすぐに飛ばず、放射量が実際より少なく見えるからであるという説がある。暗黒時代には、宇宙の晴れ上がりで電気的に中性となった水素で満ちており、最初期の恒星から放出する強い紫外線が、水素の再電離を起こし、晴れ上がり前の宇宙と同じような状況を局所的に起こしている可能性がある。

## 観測

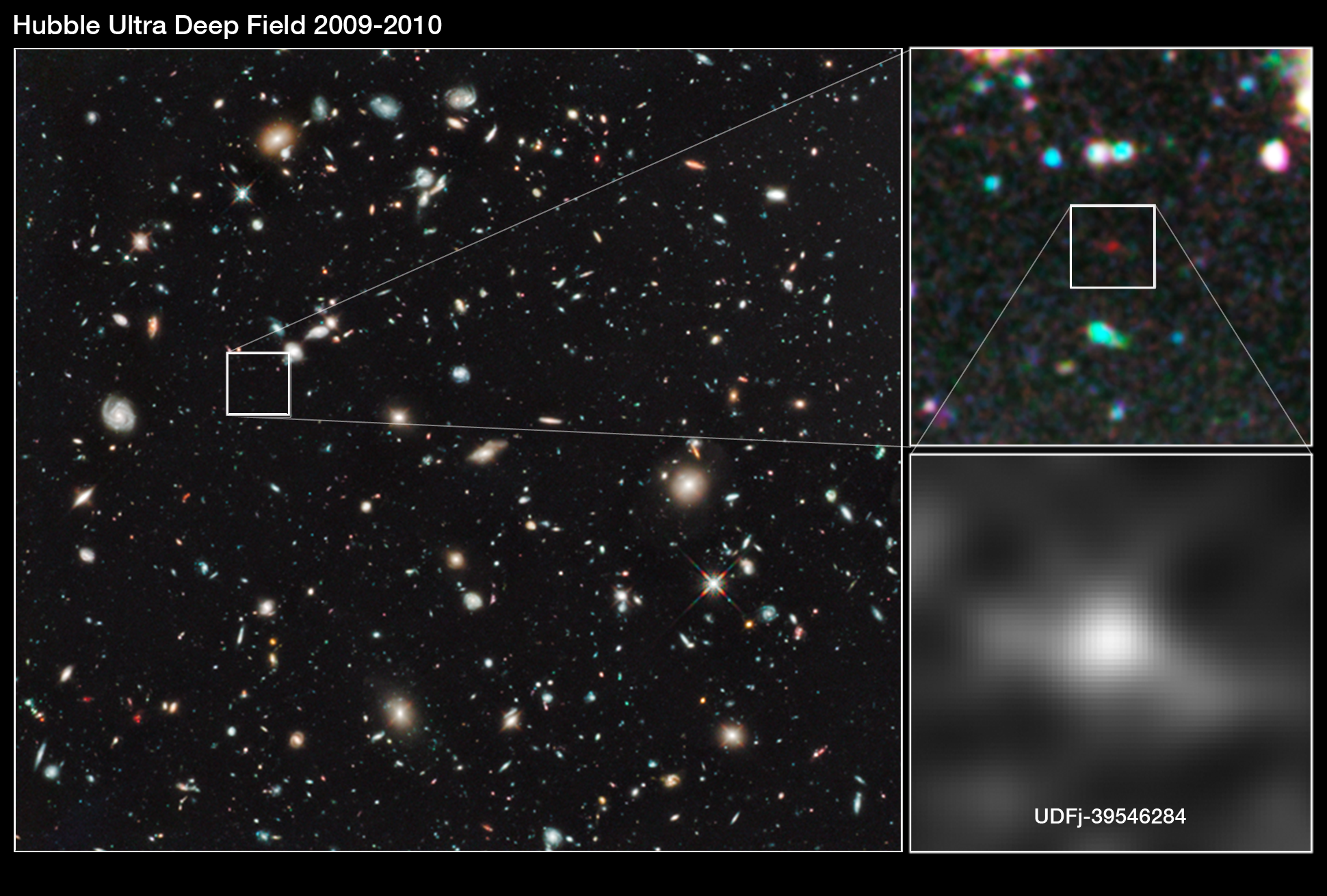
UDFj-39546284の詳細な位置

ハッブル宇宙望遠鏡に搭載された広域カメラ「WFC3」が2009年8月から2010年9月（総露出時間87.2時間）に撮影した「HUDF09」という領域の画像の中から発見された。距離は赤方偏移から推定された。ただし、スペクトル分析を行うにはあまりにも暗すぎるため、距離の確定、および天体の種類の確定には、2021年以降に打ち上げ予定のジェイムズ・ウェッブ宇宙望遠鏡による観測を待つことになる。